# Liste der Klöster in Niedersachsen
Die Liste der Klöster in Niedersachsen enthält bestehende und ehemalige Klöster, Stifte und Kommunitäten  in Niedersachsen.

## Bestehende Klöster, Stifte und Kommunitäten

### Evangelische Klöster und Stifte

#### Frauenklöster und -stifte
In Niedersachsen gibt es 16 evangelische Frauenklöster und -stifte, was in dieser Dichte einmalig in Europa ist. Diese entwickelten sich meist aus vorherigen katholischen Klostergemeinschaften.

##### Ehemaliges Fürstentum Calenberg-Göttingen
- Kloster Barsinghausen
- Kloster Mariensee
- Kloster Wennigsen
- Kloster Wülfinghausen
- Kloster Marienwerder, Konvent ausgestorben, jetzt Wohnzentrum mit altersgerechter Begleitung

##### Ehemaliges Fürstentum Lüneburg
- Kloster Ebstorf
- Kloster Isenhagen
- Kloster Lüne
- Kloster Medingen
- Kloster Walsrode
- Kloster Wienhausen

##### Ehemaliges Fürstentum Braunschweig-Wolfenbüttel
- Kloster St. Marienberg in Helmstedt
- Kloster zur Ehre Gottes in Wolfenbüttel

##### Ehemalige Grafschaft Hoya
- Stift Bassum, nur nominell noch Kloster, es besteht keine Residenzpflicht mehr

##### Ehemaliges Hochstift Osnabrück
- Stift Börstel

##### Ehemalige Grafschaft Schaumburg
- Stift Fischbeck
- Stift Obernkirchen

#### Männerkloster
- Kloster Amelungsborn, Kloster der Laienbruderschaft der Familiaritas, seit 1960, kein gemeinschaftliches Leben vor Ort

### Evangelische Kommunitäten

#### Frauenkommunitäten
- Evangelische Lukas-Communität, Benediktinische Frauengemeinschaft, Bergen/Dumme
- Communität Kloster Wülfinghausen (siehe oben)

#### Männerkommunität
- Evangelisches Gethsemanekloster. Goslar

### Römisch-katholische Klöster

#### Frauenklöster

##### Vinzentinerinnen
- Barmherzige Schwestern vom Heiligen Vinzenz von Paul,  Hildesheim[2]

##### Benediktinerinnen
- Benediktinerinnenabtei Sankt Scholastika, Dinklage
- Kloster Marienrode,  unabhängiges Benediktinerinnenpriorat der Beuroner Kongregation, Hildesheim
- Benediktinerinenpriorat Osnabrück
- Kloster Osterholz in Osterholz-Scharmbeck
- Konvent des aufgelösten Klosters Vinnenberg in Osnabrück

##### Franziskanerinnen
- Franziskanerinnen vom heiligen Martyrer Georg, (Thuiner Franziskanerinnen), Generalat in Thuine
- Franziskanerinnen vom heiligen Martyrer Georg, (Thuiner Franziskanerinnen), Provinzialat in Schwagstorf bei Fürstenau

##### Karmelitinnen
- Karmel St. Josef, Hannover

##### Liebfrauenschwestern
- Liebfrauenschwestern (Schwestern Unserer Lieben Frau vom heiligsten Herzen Jesu), Generalat, Belm

##### Missionsschwestern
- Missionsschwestern vom Heiligen Namen Mariens, Mutterhaus Kloster Nette, Osnabrück

##### Ursulinen
- Ursulinenkloster Duderstadt
- Ursulinenkloster Haselünne
- Ursulinenkloster St. Angela, Osnabrück

#### Männerklöster

##### Benediktiner
- Cella Sankt Benedikt Hannover, abhängige Niederlassung der Benediktinerabtei Königsmünster, Meschede

##### Kamaldulenser
- Kloster Sankt Romuald auf dem Röderhof bei Hildesheim, Neugründung, abhängige Niederlassung des Mutterklosters Camaldoli, erstes Kamaldulenserkloster in Deutschland

##### Dominikaner
- Kloster St. Albertus Magnus, Braunschweig
- Dominikanerkonvent St. Maria in Vechta

##### Franziskaner (OFM)
Deutsche Franziskanerprovinz
- Franziskanerkloster Ohrbeck, Georgsmarienhütte

Nordostbrasilianische Franziskanerprovinz
- Franziskanerkloster Bardel, Bad Bentheim

##### Minoriten
- Franziskanerkloster Ottbergen (seit 2012 polnische Minoriten)

##### Kapuziner
- Kloster Clemenswerth, Sögel

##### Jesuiten
- Kommunität Göttingen

##### Redemptoristen
- Redemptoristenkloster Steterburg, Salzgitter

### Orthodoxe Klöster
- Deutsches Orthodoxes Dreifaltigkeitskloster Buchhagen
- Kloster der Entschlafung der Gottesmutter in Himmelsthür, serbisch-orthodox (unklar ob dieses Kloster noch existiert)

## Historische Klöster
Im Gebiet des  heutigen Niedersachsen sind aus Mittelalter und Früher Neuzeit bis 1810 etwa 300 klösterliche Gemeinschaften bekannt.

### A
- Johanniter-Doppelkommende Abbingwehr
- Kollegiatstift St. Andreas Ahlden, dann nach Lübbecke
- Prämonstratenserinnenstift Aland
- Zisterzienserkloster Amelungsborn
- Karmeliterkloster Appingen
- Franziskanerkloster Aschendorf
- Karmelitenkloster Atens, Nordenham, kurzzeitig

### B
- Prämonstratenserstift Balna Insula, 13. Jahrhundert, wahrscheinlich Prämonstratenserstift Palmar
- Kollegiatstift St. Peter, Bardowick
- Augustiner-Doppelkloster Barsinghausen, später Augustinerchorfrauen
- Prämonstratenserstift Barthe
- Kanonissenstift Bassum, später Benediktinerinnen
- Kloster Bergedorf
- Zisterzienserinnenkloster Bersenbrück
- Kloster Bissendorf-Holte
- Dominikanerinnenkloster Blankenburg, vorher Skapen
- Kollegiatstift Bockenem
- Johanniterkommende Boekzetel
- Johanniterkommende Bokelesch
- Zisterzienserinnenabtei Börstel, später Damenstift
- Kollegiatstift St. Blasius, Braunschweig
- Kollegiatstift St. Cyriacus, Braunschweig
- Franziskanerkloster Braunschweig
- Zisterzienserabtei Riddagshausen, Braunschweig
- Zisterzienserinnenabtei Braunschweig (Kreuzkloster)
- Benediktinerkloster St. Ägidien, Braunschweig
- Templerkommende Braunschweig
- Dominikanerkloster Braunschweig, siehe Paulinerkloster (Braunschweig)
- Alexianer/Celliten, Braunschweig
- Johanniterkommende Braunschweig
- Marienkloster
- Kommende Bredehorn, Bockhorn
- Benediktinerkloster Brunshausen, später Benediktinerinnen
- Kollegiatstift Bücken
- Benediktinerinnenkloster Burlage, später Damenstift
- Johanniterkommende Burlage
- Johanniterkommende Burmönken
- Benediktinerabtei Bursfelde
- Benediktinerinnenkloster Buxtehude-Altkloster (Oldenkloster)
- Neues Kloster Buxtehude, Benediktinerinnen

### C
- Franziskanerterziarinnenkloster Celle
- Franziskanerkloster Celle
- Kapuzinerkloster Clemenswerth
- Benediktinerkloster Clus
- Propstei Coldinne

### D
- Benediktinerpriorat Damme
- Dominikanerterziarinnenkloster Damme
- Kollegiatstift St. Maria, Delmenhorst
- Augustinerchorfrauenstift Derneburg
- Augustiner Eremiten Detnisse
- Augustinerchorfrauenstift Dorstadt
- Kollegiatstift Drakenburg
- Ursulinenkloster Duderstadt
- Augustiner-Chorfrauenstift Duderstadt
- Johanniter-Doppelkommende Dünebroek, Wymeer
- Augustinerinnen-, später Dominikanerinnenkloster Dykhusen

### E
- Prämonstratenserstift, dann Benediktinerinnenkloster Ebstorf, später evangelisches. Damenstift
- Augustinerchorfrauenstift Egestorf
- Augustinerchorfrauenstift Egestorf
- Kollegiatstift St. Alexander, Einbeck
- Kollegiatstift St. Marien, Einbeck
- Magdalenerinnenkloster Einbeck
- Augustinereremitenkloster Einbeck
- Franziskanerterziarinnenkloster Einbeck
- Augustinerinnenkloster Eldagsen (Marienthal)
- Deutschordenskommende Elmsburg
- Franziskanerkloster Faldern, Emden
- Templerkommende Emmerstedt, später Johanniterkommende?
- Kollegiatstift Esbecke (möglicherweise Fehlgründung)
- Benediktinerinnenkloster Escherde
- Johanniterkommende Esterwegen

### F
- Johanniterkommende Fallersleben
- Antoniter (Terminei) Fintel
- Stift Fischbeck, Kanonissenstift
- Augustinerchorherren-/-doppelstift Fredelsloh
- Augustinerchorherrenstift Marienwolde, genannt Frenswegen
- Schwesternhaus Marienwolde, Frenswegen

### G
- Kanonissenstift Gandersheim
- Benediktinerinnenkloster St. Marien, Gandersheim
- Franziskanerkloster Gandersheim
- Johanniterkommende Gartow
- Benediktinerinnen
- Stift Georgenberg, Goslar (Grauhof)
- Augustinerchorherrenstift auf dem Petersberg, Goslar
- Kollegiatstift St. Simon und Judas, Goslar
- Zisterzienserinnenkloster Neuwerk, Goslar
- Johanniterkommende Hl. Grab, Goslar
- Franziskanerkloster Goslar
- Deutschordenskommende Goslar
- Magdalenerinnenkloster Frankenberg, Goslar
- Dominikanerkloster (?) Goslar
- Zellitenhaus Goslar
- Jesuiten, Goslar
- Deutschordenskommende Bilshausen
- Dominikanerkloster Göttingen, genannt Paulinerkloster
- Franziskanerkloster Göttingen, genannt Barfüßerkloster
- Deutschordenskommende Göttingen
- Franziskanerinnenkloster Göttingen, später Damenstift (Annenkloster)
- Kollegiatstift Göttingen
- Dominikanerkloster Gronau

### H
- Johanniterkommende Hahn
- Benediktinerkloster, später Kollegiatstift St. Bonifatius, Hameln
- Karmelitenkloster (?) Hameln
- Komturei der Templer (?), Hameln
- Jesuitenniederlassung Hameln
- Augustiner-Eremiten Hameln
- Zisterzienserkloster Hamelspringe
- Franziskanerkloster Hannover
- Kollegiatstift St. Marien in der Neustadt, Hannover
- Kapuzinerniederlassung Hannover
- Jesuitenniederlassung Hannover
- Stift St. Galli, Hannover (Minderstift)
- Augustiner-Eremiten Hannover
- Kollegiatstift Harsefeld, später Benediktiner
- Kollegiatstift Harzburg, genannt Burgstift
- Klarissenkloster Haselünne
- Johanniter-Doppelkommende Hasselt
- Kloster  Heemsen-Gadesbünden
- Prämonstratenserstift Heiligenberg
- Benediktiner-Doppelkloster Heiligenrode, später Benediktinerinnen
- Kanonissen- / Augustinerchorfrauenstift Heiningen
- Johanniter-Doppelkommende Heiselhusen
- Benediktinerkloster St. Ludgeri, Helmstedt, 9. Jahrhundert
- Augustinerchorfrauenstift St. Marienberg, Helmstedt
- Augustinereremitenkloster Helmstedt
- Johanniterkommende Hesel
- Augustinerinnenkloster Mariastede, Hessisch Oldendorf
- Benediktinerabtei Corvey, später Domstift
- Kollegiatstift St. Epiphanius, Hildesheim
- Benediktinerabtei St. Michael, Hildesheim
- Kollegiatstift St. Mauritius, Hildesheim
- Kollegiatstift, später Augustinerchorherrenstift zur Sülte, Hildesheim
- Kollegiatstift Hl. Kreuz, Hildesheim
- Benediktinerabtei St. Godehard, Hildesheim
- Kollegiatstift St. Andreas, Hildesheim
- Kollegiatstift St. Johannis, Hildesheim
- Franziskanerkloster Hildesheim
- Magdalenerinnenkloster Hildesheim
- Dominikanerkloster Hildesheim
- Kollegiatstift Maria Magdalena, genannt Schüsselkorb, Hildesheim
- Kartause Hildesheim
- Brüder vom gemeinsamen Leben, Lüchtenhof, Hildesheim
- Zellitenhaus Hildesheim
- Jesuitenniederlassung Hildesheim
- Annunziatinnenkloster Hildesheim
- Domstift St. Maria, Hildesheim
- Kapuzinerkloster St. Maria, Hildesheim
- Rolandstift (Damenstift) Hildesheim
- Kanonissenstift Hilwartshausen, später Augustinerchorfrauen
- Zisterzienserinnenkloster Himmelpforten, später evangelisches Damenstift
- Zisterzienserinnenkloster Höckelheim
- Prämonstratenserinnenstift Hopels, später Augustinerchorherren
- Kommende Hoven, später Dangast
- Zisterzienserkloster Hude

### I
- Benediktinerkloster Iburg
- Franziskaner, Iburg
- Zisterzienserabtei Ihlow
- Johanniter-Doppelkommende Inte
- Zisterzienserkloster Isenhagen., später Zisterzienserinnen, dann Damenstift

### J
- Benediktinerkloster Jadele
- Johanniter-Doppelkommende Jemgum

### K
- Kollegiatstift, dann Augustinerchorfrauenstift Katlenburg
- Benediktinerinnenkloster Kemnade
- Kommende Klosterholte, Johanniter (?)
- Kanonissenstift Königslutter (zuvor Kollegiatstift?) seit 1135 Benediktiner

### L
- Johanniterkommende Lage
- Kanonissenstift Lamspringe, später Benediktinerinnen, dann Benediktiner
- Prämonstratenserstift Langen/Blauhaus
- Johanniterkommende Langewische
- Johanniter-Doppelkommende Langholt
- Johanniterkommende Lemwerder
- Kollegiatstift Lesum
- Zisterzienserinnenkloster Lilienthal
- Zisterzienserabtei Loccum
- Deutschordenskommende Lucklum
- Benediktinerinnenkloster Lüne, später Damenstift
- Prämonstratenserstift Heiligenthal Lüneburg
- Benediktinerkloster St. Michael, Lüneburg
- Franziskanerkloster Lüneburg
- Minderstift St. Johannes Baptista, Lüneburg
- Kloster Lunsen-Thedinghausen

### M
- Benediktinerinnenkloster Malgarten, vormals Essen
- Kollegiatstift St. Osdag, Mandelsloh
- Augustinerchorherren-Kloster Margens (Esens)
- Karmelitenkloster Marienau
- Kollegiatstift Mariendrebber
- Zisterzienserinnenkloster Mariengarten
- Benediktiner- (Doppel-?) Kloster, später Augustinerchorherren Marienkamp
- Augustinerchorherrenstift Marienrode, später Zisterzienserkloster
- Zisterzienserinnenkloster Mariensee bei Neustadt am Rübenberge
- Zisterzienserabtei Mariental (Vallis s. Mariae)
- Benediktiner-Doppelkloster Marienthal (Norden, Ostfriesland)
- Augustinerchorfrauenstift Marienwerder
- Zisterzienserinnenkloster Medingen, später Damenstift
- Benediktiner-Doppelkloster, später Zisterzienserinnenkloster Meerhusen
- Augustinerchorfrauenstift Melverode
- Benediktinerkloster Meppen
- Jesuitenresidenz, später Franziskaner-Observantenresidenz Meppen
- Franziskaner, Meppen
- Kanonissenstift, später Augustinerchorherrenstift Möllenbeck
- Johanniter-Doppelkommende Muhde
- Benediktinerdoppelkloster Mulwurpsen

### N
- Benediktinerinnenkloster Nendorf
- Benediktinerkloster Neubokel
- Benediktinerinnenkloster Neuenwalde
- Benediktinerinnenkloster Neukloster bei Buxtehude
- Missionsstation Neustadtgödens (Jesuiten, dann Franziskaner)
- Dominikanerkloster Norden
- Kollegiatstift Nörten-Hardenberg
- Benediktinerkloster St. Blasius, Northeim

### O
- Augustinerchorfrauenstift Obernkirchen
- Benediktinerinnenkloster Oesede
- Johanniterkommende Oldenburg
- Kollegiatstift St. Lamberti, Oldenburg
- Kanonissenstift, später Benediktinerabtei Oldenstadt
- Kollegiatstift St. Cäcilia, Ölsburg
- Augustinereremitenkloster Osnabrück
- Domstift St. Petrus, Osnabrück
- Kollegiatstift St. Johann, Osnabrück
- Benediktinerinnenkloster Gertrudenberg, Osnabrück
- Klarissenkloster Osnabrück
- Jesuitenniederlassung Osnabrück
- Deutschordenskommende Osnabrück
- Dominikanerkloster Osnabrück
- Minoritenkloster Osnabrück
- Franziskanerkloster Osnabrück
- Fraterherren Osnabrück
- Augustinerinnenkloster Marienstätte/Dumstorping, Osnabrück
- Franziskanerterziarinnenkloster Osnabrück
- Beginenhaus Bloming, später Franziskaner-Terziarinnen
- Benediktinerinnenkloster Osterholz-Scharmbeck
- Zisterzienserinnenkloster St. Jakobi, Osterode
- Franziskanerobservantenkloster Osterode
- Augustinerinnenkloster Osterreide
- Kollegiatstift (später Dominikanerinnen) St. Maria, Oestringfelde

### P
- Prämonstratenserstift Palmar
- Benediktinerabtei Pansath, Holtgast
- Kapuzinerkloster Peine
- Kollegiatstift Pöhlde, später Benediktiner, dann Prämonstratenser

### Q
- Kollegiatstift Quakenbrück (zeitweilig in Badbergen, Bramsche)
- Franziskanerkloster Quakenbrück

### R
- Kollegiatstift St. Sixtus und Sinnitius, Ramelsloh
- Kanonissenstift Rastede
- Kollegiatstift, später Benediktinerkloster Rastede
- Kollegiatstift St. Mauritius, Reepsholt
- Kollegiatstift, dann Benediktinerkloster Reinhausen
- Augustinerchorherrenstift Riechenberg
- Kanonissenstift Ringelheim, später Benediktiner
- Zisterzienserinnenkloster Rinteln, später Benediktinerinnen
- Johanniterkommende Roddens
- Zisterzienserinnenkloster Rulle

### S
- Schwestern vom gemeinsamen Leben
- Zisterzienserabtei Scharnebeck
- Kollegiatstift oder Zisterzienser
- Benediktinerkloster Schinna
- Augustinerchorherrenstift Schöningen, zuvor Kanonissenstift
- Prämonstratenserstift Schoo
- Benediktiner-(Doppel-?)Kloster, später Augustinerchorherrenstift Sielmönken
- Prämonstratenserstift St. Georg, Stade
- Benediktinerabtei St. Maria, Stade
- Franziskanerkloster Stade
- Kollegiatstift St. Wilhadi Stade
- Jesuiten, Stade
- Franziskanerkloster Stadthagen
- Benediktinerabtei Steina, Nörten-Hardenberg
- Augustinerchorfrauenstift Steterburg
- Johanniterkommende Strückhausen
- Kollegiatstift Süpplingenburg, später Templerkomturei, später Johanniterkommend

### T
- Templerkommende Tempelhof
- Terheide
- Benediktiner-Doppelkloster Thedinga
- Johanniterkommende Tjüchen

### V
- Beginen-Schwesternhaus Vechta, später Augustinerinnen
- Franziskanerkloster Vechta
- Jesuiten, Vechta
- Kollegiatstift St. Andreas, Verden
- Augustinerinnenkloster Mariengarten, Verden
- Domstift St. Fabian und Caecilia, Verden
- Franziskaner-Observanten, Verden
- Jesuiten, Verden
- Kommende Versfleth
- Benediktinerkloster Visbek

### W
- Zisterzienserkloster Walkenried
- Kanonissenstift ?, später Benediktinerinnenkloster Walsrode
- Benediktinerkloster Wanlefsrode
- Deutschordenskommende Weddingen
- Augustinerchorfrauenstift St. Nikolaus, Weende
- Augustinerchorfrauenstift Wennigsen
- Zisterzienserinnenkloster Wiebrechtshausen
- Zisterzienserinnenkloster Wienhausen
- Benediktinerkloster Wietmarschen
- Kollegiatstift St. Alexander, Wildeshausen
- Franziskanerkloster Winsen an der Luhe
- Kommende Witleke
- Augustinerchorherrenstift Wittenburg
- Kollegiatstift Beatae Mariae Virginis, Wolfenbüttel
- Damenstift, genannt Kloster Zur Ehre Gottes Wolfenbüttel
- Zisterzienserinnenkloster Wöltingerode
- Augustinerchorfrauenstift Wülfinghausen
- Kanonissenstift mit angeschlossenem Kanonikerstift Wunstorf

### Z
- Benediktinerabtei Zellerfeld
- Kanonissenstift Heeslingen, später Benediktinerinnenabtei Zeven

## Historische Klöster und Stifte nach Orden (Auswahl)

### Benediktiner
- Benediktinerkloster St. Ägidien, Braunschweig
- Benediktinerkloster Brunshausen, später Benediktinerinnen
- Benediktinerabtei Bursfelde

- Benediktinerabtei Corvey, später Domstift
- Benediktinerkloster Clus
- Benediktinerpriorat Damme
- Benediktinerkloster Hameln, später Kollegiatstift St. Bonifatius
- Kloster  Heemsen-Gadesbünden
- Benediktiner-Doppelkloster Heiligenrode, später Benediktinerinnen
- Benediktinerkloster St. Ludgeri, Helmstedt
- Benediktinerabtei St. Michael, Hildesheim
- Benediktinerabtei St. Godehard, Hildesheim
- Benediktinerkloster Iburg
- Benediktinerkloster Jadele
- Kanonissenstift Königslutter, seit 1135 Benediktiner
- Kanonissenstift Lamspringe, später Benediktinerinnen, dann Benediktiner
- Benediktinerkloster St. Michael, Lüneburg
- Kloster Lunsen-Thedinghausen
- Benediktiner- (Doppel-?) Kloster Marienkamp, später Augustinerchorherren
- Benediktiner-Doppelkloster Marienthal
- Benediktiner-Doppelkloster Meerhusen, später Zisterzienserinnenkloster
- Benediktinerkloster Meppen
- Benediktinerdoppelkloster Mulwurpsen
- Benediktinerkloster Neubokel
- Benediktinerkloster St. Blasius, Northeim
- Kanonissenstift, später Benediktinerabtei Oldenstadt
- Benediktinerabtei Pansath, Holtgast
- Kollegiatstift Pöhlde, später Benediktiner, dann Prämonstratenser
- Kollegiatstift, dann Benediktinerkloster Reinhausen
- Kanonissenstift Ringelheim, später Benediktiner
- Benediktinerkloster Schinna
- Benediktiner-(Doppel-?)Kloster Sielmönken, später Augustinerchorherrenstift
- Benediktinerabtei St. Maria Stade
- Benediktinerabtei Steina, Nörten-Hardenberg
- Benediktiner-Doppelkloster Thedinga
- Benediktinerkloster Visbek
- Benediktinerkloster Wanlefsrode
- Benediktinerkloster Wietmarschen
- Benediktinerabtei Zellerfeld

### Benediktinerinnen
- Kanonissenstift Bassum, später Benediktinerinnen
- Kloster Brunshausen, zeitweise Benediktinerinnen, zwischenzeitlich Benediktiner
- Benediktinerinnenkloster Burlage, später evangelisches Damenstift
- Benediktinerabtei Bursfelde
- Benediktinerinnenkloster Buxtehude-Altkloster (Oldenkloster)
- Benediktinerinnenkloster Escherde
- Benediktinerinnenkloster St. Marien, Gandersheim

- Benediktinerinnen Goslar
- Benediktiner-Doppelkloster Heiligenrode, später Benediktinerinnen
- Benediktinerinnenkloster Kemnade
- Kanonissenstift Lamspringe, später Benediktinerinnen, dann Benediktiner Lamspring
- Benediktinerinnenkloster Lüne, später Damenstift
- Benediktinerinnenkloster Malgarten, vormals Essen
- Benediktiner-Doppelkloster Marienthal
- Benediktiner-Doppelkloster Meerhusen, später Zisterzienserinnenkloster

- Benediktinerdoppelkloster Mulwurpsen
- Benediktinerinnenkloster Nendorf
- Benediktinerinnenkloster Neuenwalde
- Benediktinerinnenkloster Neuenwalde
- Benediktinerinnenkloster Neuenwalde
- Benediktinerinnenkloster Neukloster bei Buxtehude
- Benediktinerinnenkloster Oesede
- Benediktinerinnenkloster Osterholz-Scharmbeck
- Benediktiner-Doppelkloster Thedinga
- Kanonissenstift ?, später Benediktinerinnenkloster Walsrode
- Kanonissenstift Heeslingen, später Benediktinerinnenabtei Zeven

### Prämonstratenser
- Prämonstratenserstift Barthe
- Prämonstratenserstift Ebstorf, dann Benediktinerinnenkloster, später evangelisches Damenstift
- Prämonstratenserstift Heiligenberg
- Prämonstratenserstift Langen/Blauhaus
- Prämonstratenserstift Palmar
- Prämonstratenserstift Schoo
- Prämonstratenserstift St. Georg, Stade

### Prämonstratenserinnen
- Prämonstratenserinnenstift Aland
- Prämonstratenserinnenstift Hopels, später Augustinerchorherren